# Östtegsskolan
Östtegs skola, som skolan formellt heter, är en skola på Teg, en stadsdel i Umeå. Skolan byggdes 1887 på initiativ av Tegs byamän och är i dag Umeå Kommuns äldsta skola. Här har bland annat Kent Forsberg och Ola Ullsten gått. Skolan har med jämna mellanrum byggts ut och renoverats allt sedan den uppfördes. Renovering och ombyggnation planeras under hösten 2013 och våren/hösten 2014. 
[uppföljning saknas]
2012 vann klass 5B finalen i Sveriges Radio:s och SVT:s kunskapstävling Vi i femman.